# لورا کلی
لورا کلی (متولد ۲۴ ژانویه ۱۹۵۰) سیاستمدار آمریکایی است که از سال ۲۰۱۹ به عنوان چهل و هشتمین فرماندار کانزاس فعالیت می‌کند. وی که از اعضای حزب دموکرات بود، نمایندگی منطقه ۱۸ در سنای کانزاس از سال ۲۰۰۵ تا ۲۰۱۹ را بر عهده داشت. کلی در انتخابات ۲۰۱۸ به عنوان فرماندار کاندید شد و نامزد حزب جمهوری‌خواه، کریس کوبک را شکست داد.

## اوایل زندگی
کلی در شهر نیویورک در یک خانواده نظامی متولد شد که اغلب نقل مکان می‌کردند و در خارج از کشور مستقر بود. وی در دانشگاه بردلی تحصیل کرد و لیسانس روانشناسی گرفت و در دانشگاه ایندیانا نیز موفق به اخذ مدرک کارشناسی ارشد در تفریحات درمانی شد. کلی مدیر اجرایی انجمن تفریحی و پارک کانزاس بود.

## اوایل کار سیاسی
کلی در نوامبر ۲۰۰۴ به سنای کانزاس انتخاب شد و بعداً به عنوان نماینده اقلیت خدمت کرد. در سال ۲۰۰۷، از او خواسته شد به عنوان عضو اقلیت رتبه‌بندی کمیته راه و روش کانزاس خدمت کند. کلی به ایجاد برنامه کمک‌های بلاک‌های رشد زودرس کودکی در ایالت کانزاس کمک کرد.
در اواخر ۲۰۰۹ کلی به‌طور خلاصه کاندیدایی را برای حوزه انتخابیه دوم کانزاس در نظر گرفت. وی در جلسات قانونگذاری ۲۰۱۱–۲۰۱۲، به عنوان دستیار رهبر اقلیت مجلس سنای کانزاس خدمت می‌کرد.

## فرماندار کانزاس

### انتخابات

#### انتخابات فرمانداری ۲۰۱۸
در ۱۵ دسامبر ۲۰۱۷، کلی قصد خود را برای نامزدی برای فرمانداری کانزاس اعلام کرد. وی در انتخابات مقدماتی دموکرات‌ها در برابر شهردار سابق ویچیتا کارل برویر و وزیر کشاورزی سابق کانزاس جوش سواتی نامزد شد.
ر ۲۴ مه ۲۰۱۸، کلی سناتور ایالت لین راجرز را به عنوان رقیب خود اعلام کرد. وی در ۷ اوت با کسب ۵۱٫۵٪ آرا، بررو و سواتی را شکست داد.

#### انتخابات فرمانداری ۲۰۲۲
در ۲۳ دسامبر سال ۲۰۲۰، کلی نامزدی خود را برای انتخاب مجدد در سال ۲۰۲۲ در پادکست با Kansas Reflector اعلام کرد.

## زندگی شخصی
کلی از سال ۱۹۷۹ با تد داگتی، پزشک متخصص اختلالات ریوی ازدواج کرده‌است. آنها در سال ۱۹۸۶ به توپکا نقل مکان کردند. آنها دو دختر بزرگسال به نام‌های کاتلین و مولی داگتی دارند.
کلی کاتولیک است.